# 8e régiment de transmissions
 (décembre 2014).
Si vous disposez d'ouvrages ou d'articles de référence ou si vous connaissez des sites web de qualité traitant du thème abordé ici, merci de compléter l'article en donnant les références utiles à sa vérifiabilité et en les liant à la section « Notes et références ».
Le 8e régiment de transmissions est un régiment interarmées de l'Armée française dont la portion centrale est située à Suresnes, à la forteresse du Mont-Valérien, dans les Hauts-de-Seine. Le 1er août 2014, il fusionne avec la DIRISI d'Île-de-France et prend le nom de « Direction interarmées des réseaux d'infrastructure et des systèmes d'information d'Île-de-France - 8e régiment de transmissions » (DL8).

## Historique

### Jusqu'à la Première Guerre mondiale
En 1875, l'administration des postes et télégraphes est chargée de la mise sur pied, à la mobilisation, des unités de télégraphie militaire mais le personnel n'est pas suffisamment qualifié. Il est nécessaire de dispenser l'instruction dans un milieu militaire.
À ce titre, en 1884, une école de télégraphie militaire est installée dans la forteresse du Mont-Valérien, site choisi pour les capacités offertes en télégraphie optique. Le futur général Ferrié est instructeur dans cette école puis en devient directeur en 1897.
Par une loi du 24 juillet 1900, l'école est transformée en un bataillon de sapeurs télégraphistes à trois compagnies, qui relève du 5e régiment du génie de Versailles. Vers 1895, le 24e bataillon du 5e régiment du génie réunit les personnels colombophiles et télégraphistes militaires et prend garnison au Mont-Valérien.
Par un décret du 21 janvier 1901, le nouveau bataillon prend la dénomination de 24e bataillon du génie. En 1910, ce bataillon devient une « unité formant corps » à neuf compagnies, stationnées au Mont-Valérien et à Rueil-Malmaison. Des détachements de ce bataillon participent, entre autres, à la campagne du Maroc.
Par une loi du 30 mars 1912, les unités de télégraphie militaire de métropole sont regroupées au sein d'un seul régiment, créé le 1er janvier 1913 au Mont-Valérien et qui prend l'appellation de 8e régiment du génie. Son premier chef de corps, le colonel Linder reçoit son drapeau des mains du président de la République, Raymond Poincaré, lors de la revue de Longchamp du 14 juillet 1913.
Le 2e régiment du génie gère toujours le 26e bataillon du génie et les compagnies stationnées en Afrique.

### Première Guerre mondiale

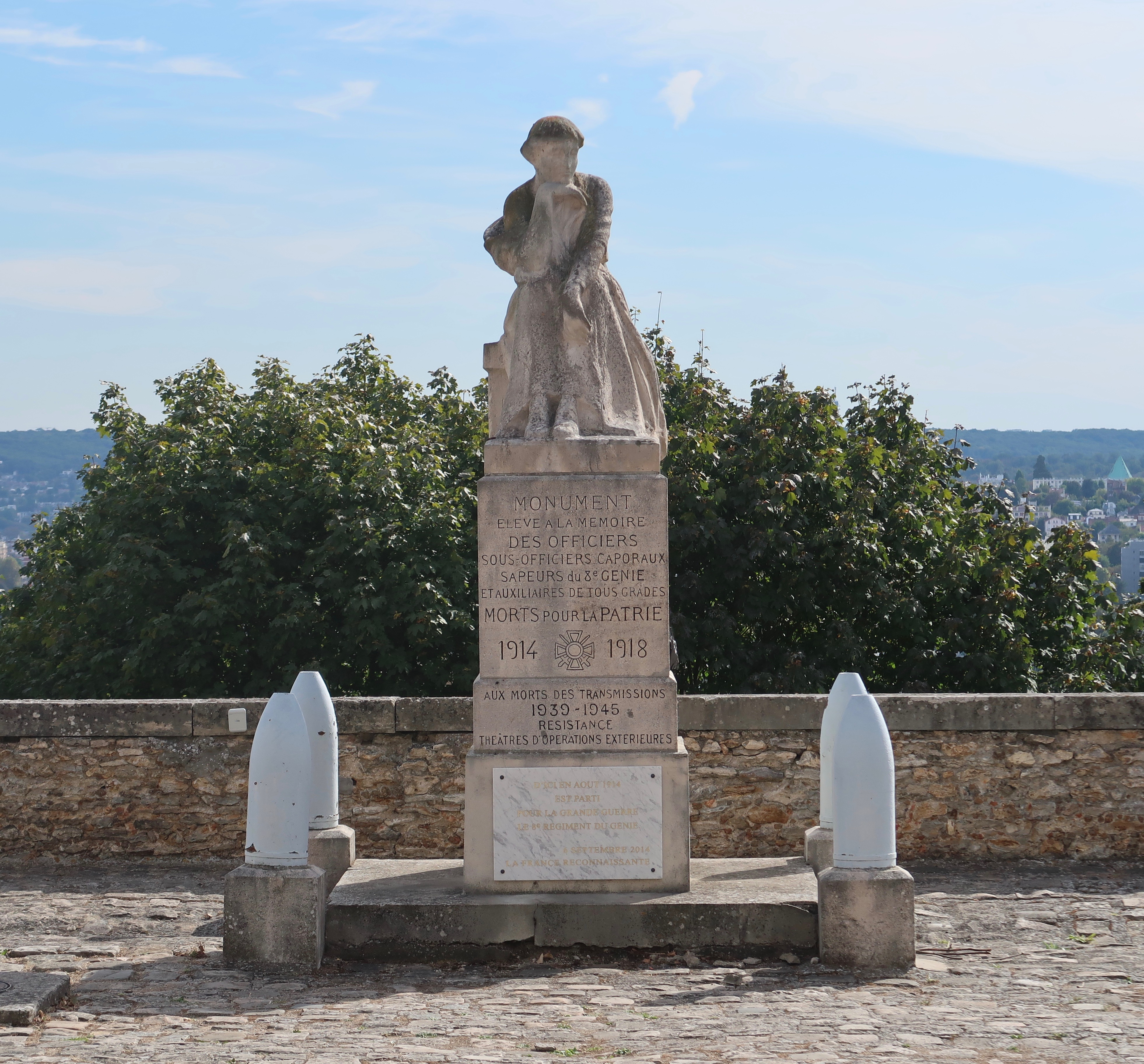
Monument aux morts des Première et Seconde Guerres mondiales dans la forteresse du Mont-Valérien.

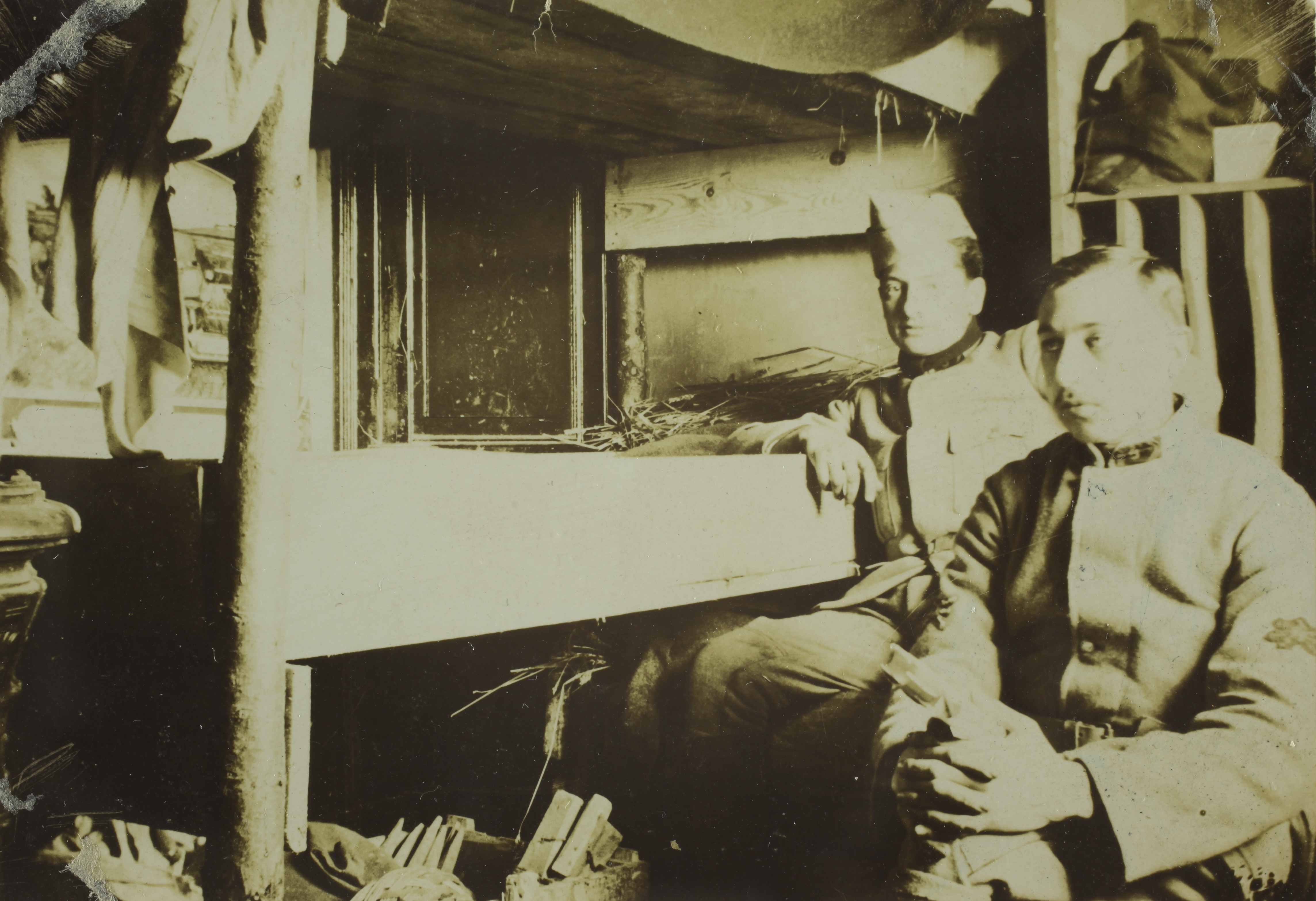
Portait de deux sapeurs-télégraphistes du 8e génie dans un abri de combat.

La principale mission du 8e régiment du génie est de préparer la mobilisation. En 1914, il est chargé de mettre sur pied un effectif d'environ 7 000 hommes qui se répartit en 73 détachements. Le régiment se transforme ensuite en un dépôt de guerre articulé en 6 compagnies puis il est transféré à Angoulême le 1er septembre 1914. En 1918, l'effectif du régiment atteint 55 000 hommes, dont 1 000 officiers.
L'action des sapeurs télégraphistes est héroïque. Ils déroulent leurs câbles sous la mitraille et les obus, avancent à la vitesse des vagues d'assaut jusqu'en première ligne, rampent pour réparer les fils coupés, récupèrent le matériel lors des replis et exploitent les centraux de campagne dans les pires conditions, parfois en présence de gaz toxiques.
Le détachement de la 38e division d'infanterie, sous les ordres des lieutenants Merlin, Pichery, Pauwels et Sambuc, s'illustre tout particulièrement et obtient la croix de guerre avec palme le 13 novembre 1917. Deux nouvelles citations, avec étoile de vermeil et palme, s'ajoutent le 19 avril 1918 et le 12 janvier 1919. Par une décision du 12 janvier 1919, ce détachement est autorisé à porter la fourragère aux couleurs du ruban de la croix de guerre. Une décision du 13 février 1978 pérennise cette décoration honorifique en autorisant la compagnie de commandement et des services (ou de logistique) du 8e régiment de transmissions à porter cette même fourragère.
Les sacrifices consentis par le régiment sont énormes. Les pertes sont de 1 500 tués et de 6 000 blessés. Le nombre de ceux qui ont au moins une citation individuelle est de 15 000. Quatre-vingt-quatre unités ont fait l'objet d'une citation collective. À l'inscription MAROC 1907-1913, sur le drapeau s'ajoutent les inscriptions : FLANDRES 1915, VERDUN 1916, LA SOMME 1916 et LA MALMAISON 1917.
Durant la Grande Guerre, les effectifs du régiment varient comme suit :
- au 30 septembre 1914, 12 000 hommes dont 150 officiers ;
  - 30 compagnies télégraphiques d'armée ;
  - 26 détachements télégraphiques de corps d'armée ou de groupe de divisions de réserve ;
  - 30 détachements télégraphiques de division d'infanterie isolée ou de division de réserve ;
  - 9 détachements télégraphiques de division de cavalerie ;
  - au Maroc, 1 compagnie télégraphique et 1 compagnie radiotélégraphique,
- au 1er janvier 1915, 18 000 hommes dont 170 officiers ;
- au 1er janvier 1916, 25 000 hommes dont 400 officiers ;
- au 1er janvier 1917, 35 000 hommes dont 650 officiers ;
- au 1er janvier 1918, 55 000 hommes dont 1 000 officiers.

### Entre-deux-guerres

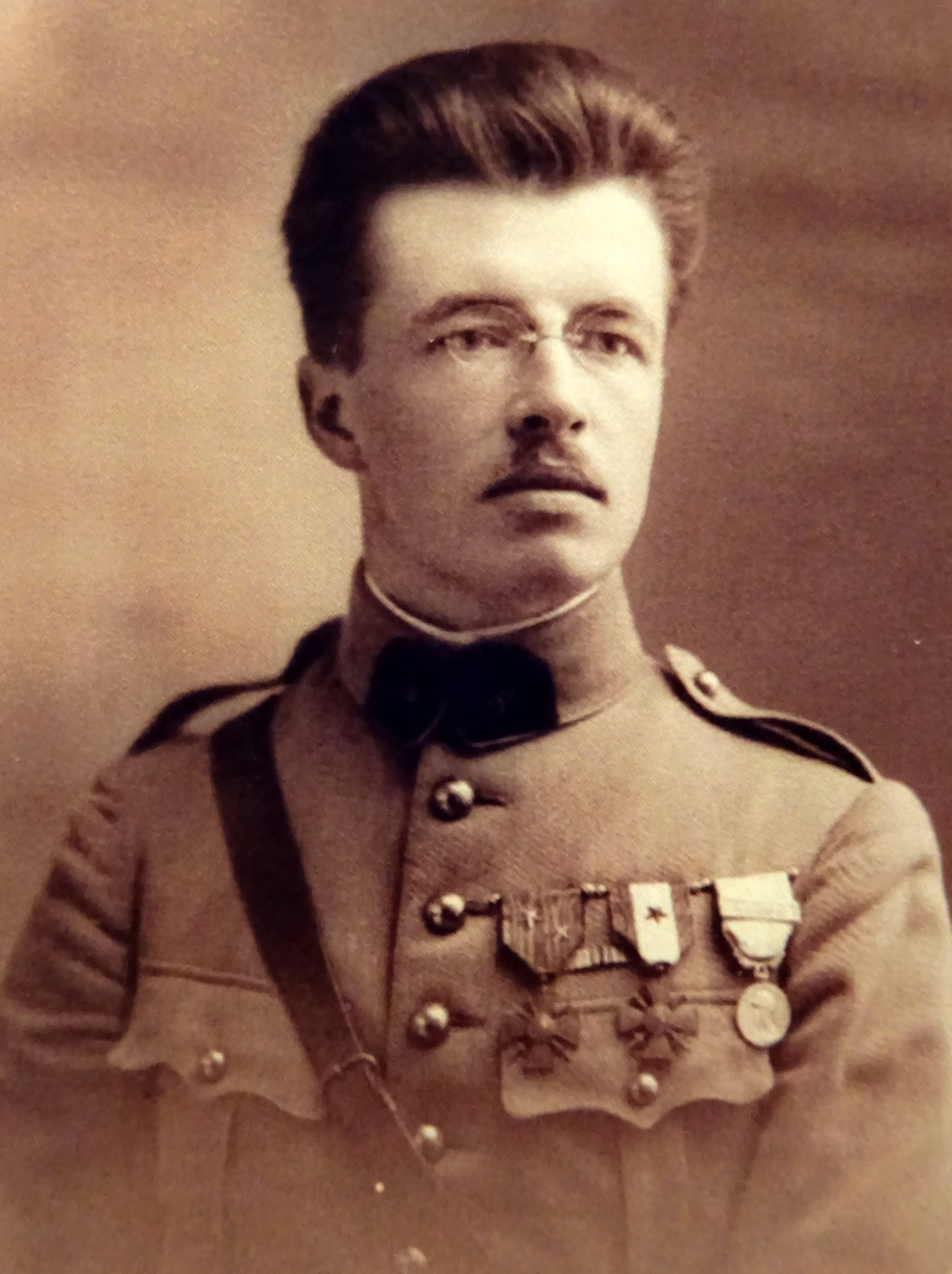
Le lieutenant Henri Adeline du 8e génie, à Tours en mai 1922.

En juillet 1919, le régiment est transféré d'Angoulême à Tours. Après la démobilisation, il s'articule en quatre bataillons et deux compagnies : 1er bataillon à l'armée du Rhin, 2e bataillon à Tours, 3e bataillon à l'armée d'Orient, 4e bataillon à Toul, compagnie radio SR 3 à Paris (dont la station de la tour Eiffel) et compagnie radio SR 4 à Lyon.
Le 8e régiment du génie donne naissance à de nouvelles formations de télégraphistes. Le 1er avril 1919, les unités du Maroc sont regroupées pour former le 33e bataillon, qui devient le 41e bataillon du génie le 1er janvier 1921. Le 1er mai 1921, les compagnies de l'armée d'Orient donnent naissance au 43e bataillon du génie, dont l'état-major est à Beyrouth. Le 1er octobre 1921, le 1er bataillon devient le 42e bataillon du génie à Mayence et le 4e bataillon de Toul devient le 48e bataillon du génie. Cet éclatement du 8e régiment du génie est compensé à Tours, le 1er janvier 1922, par la création de deux nouveaux bataillons.
Le régiment est à nouveau réorganisé le 1er octobre 1923 : état-major du régiment et 1er bataillon (six compagnies) à Tours, 2e bataillon (6 compagnies) au Mont-Valérien et 3e bataillon (4 compagnies) à Toulouse.
Par décision ministérielle (DM) du 25 septembre 1928, les détachements de Tours et de Toulouse sont regroupés à Versailles.

### Seconde Guerre mondiale
Au début de la guerre 1939-1945, le 8e régiment du génie est transformé en dépôt de guerre. Devant l'avance allemande, le dépôt de guerre du 8e régiment du génie, aux ordres du colonel Chancenotte, se replie à La Châtre, à partir du 13 juin 1940. Le transfert s'effectue à pied, y compris pour les officiers, dans des conditions très difficiles. Le dépôt de guerre reste peu de temps à La Châtre et gagne Cubjac. Un détachement réussit à gagner Montpellier. Le Centre d'élevage colombophile 501 (qui fait partie du dépôt), commandé par le lieutenant Secuwsmarins, est dissout le 6 août 1940 à Montauban et le reste du dépôt est dissout le 7 août 1940 à Cubjac.
Il faut attendre 1946 pour que le numéro 8 réapparaisse.

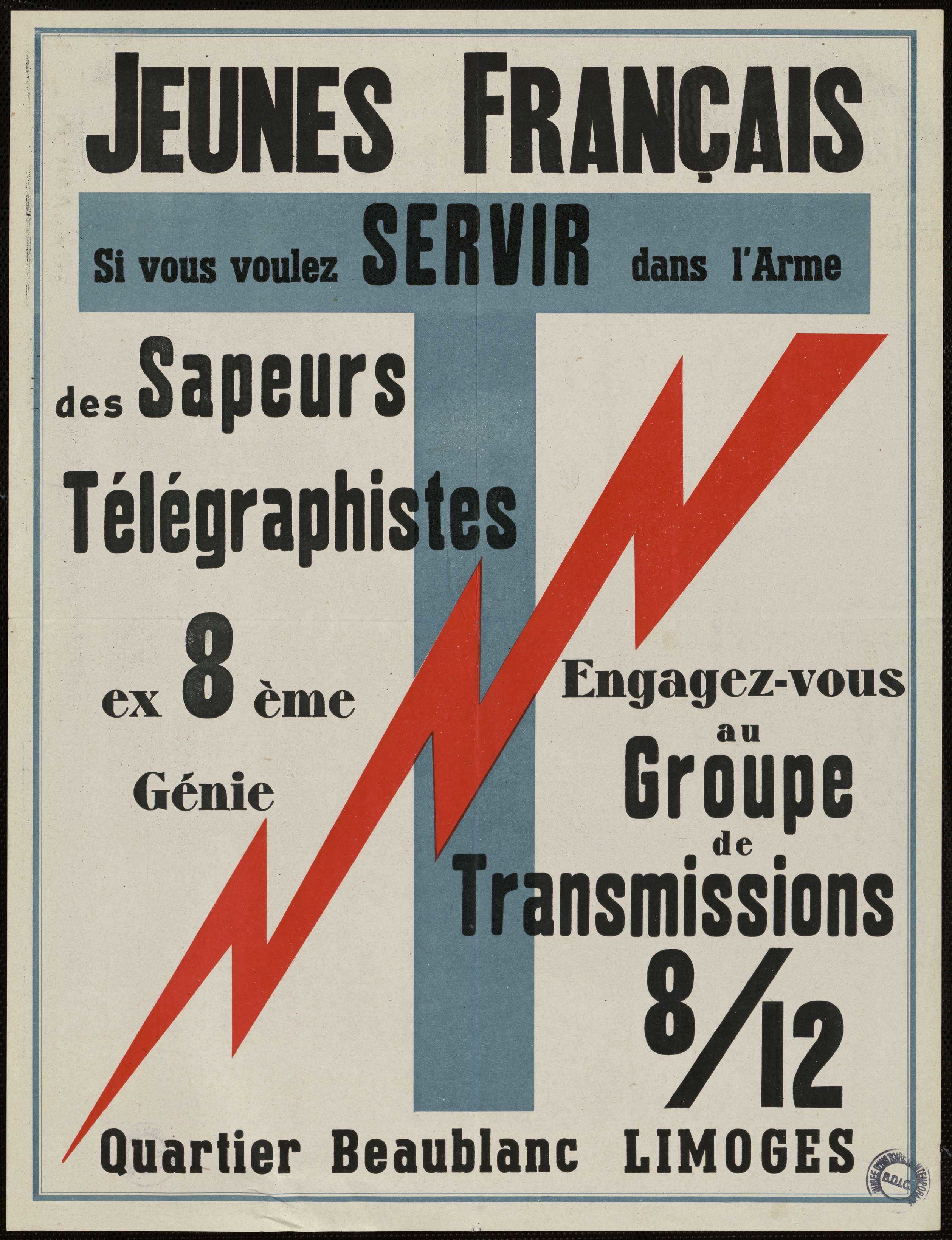
Affiche de recrutement pour le groupe de transmission 8/12 (ex-8e génie), sous Vichy.

Le 1er juin 1942, l'arme des transmissions est créée. Le 9e groupe de transmissions reçoit la garde du drapeau du 8e régiment du génie. Stationné à Châteauroux, il est dissout par les Allemands le 29 novembre 1942 après l'invasion de la zone libre. Le 1er décembre 1942, son chef de corps, le lieutenant-colonel Michaud, réussit à sauver le drapeau. Il le remet au 2e groupe de la garde commandé par le chef d'escadron Daniel, au cours d'une prise d'armes discrète, présidée par le général Blasselle, adjoint au général commandant la 9e division militaire.
Le 16 septembre 1944, le général commandant le 19e corps d'armée crée le 818e bataillon d'écoutes et de radiogoniométrie, rattaché au centre d'organisation des transmissions (COT) no 40 et dépendant des bureaux d'Alger. Le commandant du bataillon possède les attributions de chef de corps.
Début janvier 1945, ce bataillon s'installe au Mont-Valérien, sous le commandement du chef de bataillon Bodin. Il est réorganisé le 16 août 1945, rattaché au COT no 622 et dépend des bureaux de Paris. Il comprend alors : un état-major de bataillon, une compagnie de radiogoniométrie, trois compagnies d'écoutes et une section hors-rangs.
Le 11 avril 1945, à l'approche de la 3e armée du général Patton, le camp de concentration de Buchenwald se soulève et se libère grâce à l'intervention de la brigade française d'action libératrice (unité clandestine) du colonel Frédéric Manhès. Un officier du régiment, le capitaine Masson, y commande le détachement du génie.
Plusieurs opérateurs se sont également illustrés dans la Résistance.

### Après-guerre

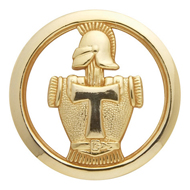
Insigne de béret des transmissions.

Le 1er avril 1946, le 818e bataillon d'écoutes et de radiogoniométrie devient le 8e bataillon de transmissions. Il est désigné comme unité de traditions et reçoit la garde du drapeau du 8e régiment du génie.
Cependant, ce n'est pas du 8e bataillon de transmissions qu'est issu le 8e régiment de transmissions mais du COT no 612, stationné en 1945 au camp du Ruchard, près de Tours et commandé par le lieutenant-colonel Miard.
Le 1er novembre 1945, le COT no 612 est dissous et prend l'appellation de 38e régiment de transmissions. Il reçoit son drapeau le 17 décembre 1945 des mains du général Merlin. Le lieutenant-colonel Desfemmes en prend le commandement le 5 octobre 1946.
Le 1er avril 1947, le 38e régiment de transmissions est dissous pour donner naissance au 8e régiment de transmissions, dont la composition est la suivante : état-major du régiment stationné à Paris (Hôtel des Invalides), 1er bataillon au fort de Bicêtre, 2e bataillon à Pontoise et 3e bataillon au Mont-Valérien.
Le 8e régiment de transmissions reprend les traditions du 8e régiment du génie. Il ajoute à son drapeau l'inscription « RÉSISTANCE 1940-1944 », titre de gloire qu'il est le seul à détenir dans toute l'armée de terre et la croix de guerre 1939-1945 avec la citation suivante à l'ordre du corps d'armée (décision du 9 décembre 1947) : « Unité de rattachement de tous les sapeurs télégraphistes de la guerre de 1914-1918, berceau de la télégraphie militaire, s'est acquis des titres exceptionnels pour sa participation à la Résistance dès 1940. A réussi à soustraire à l'ennemi un important matériel radio dont une partie a été envoyée aux troupes d'Afrique française du Nord ou livrée aux organisations des Forces françaises de l'intérieur (FFI). Dès 1943, a mis en place et assuré le fonctionnement d'appareils radio dans plusieurs postes de commandement (PC) clandestins. Au cours des actions accomplies, de nombreux officiers, sous-officiers et hommes de troupe ont payé de leur mort ou de la déportation l'activité déployée au profit de la Résistance. A enfin assuré l'instruction de nombreux spécialistes et permis ainsi le recomplètement des unités de transmissions de la 1re armée française dès la Libération du territoire ».

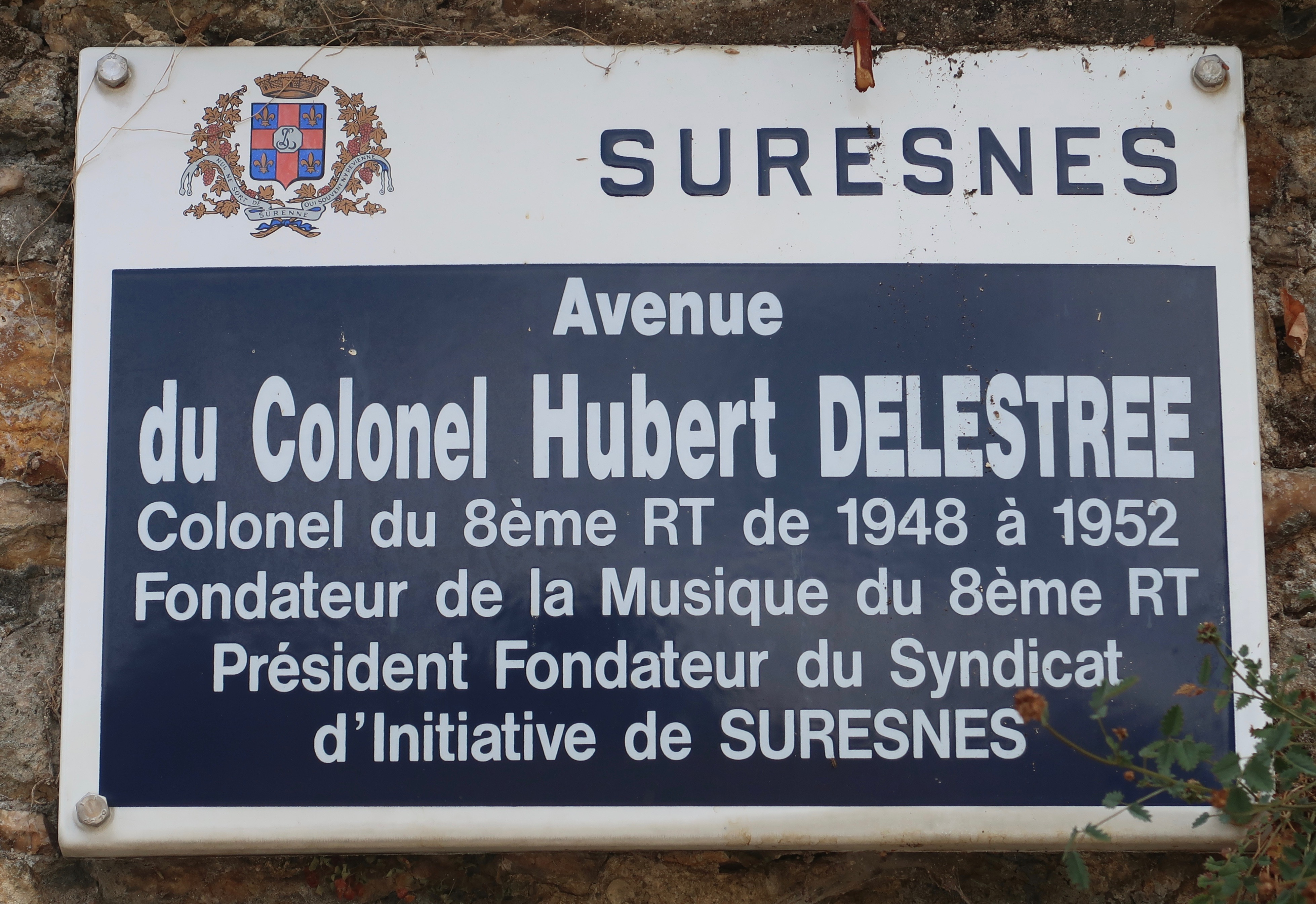
Plaque de l'avenue Hubert-Delestrée, qui permet d'accéder à la forteresse du Mont-Valérien.

Le 1er mars 1948, l'état-major du régiment s'installe au Mont-Valérien. En mai 1948, le 2e bataillon est transféré de Pontoise à Versailles.
Le colonel Hubert Delestrée, chef de corps depuis le 21 juin 1948, réorganise la musique du régiment en 1949. Les pionniers de cette musique deviennent ensuite, pour la plupart, des chefs et sous-chefs de musique brillants destinés à l'encadrement des autres formations musicales de l'armée de terre, dans le cadre de la reconstruction d'après-guerre. Par décision ministérielle (DM) du 21 janvier 1957, son effectif est fixé à 38 exécutants. Elle devient musique régionale avec 62 exécutants par DM du 11 septembre 1964. Sa réputation s'accroît d'année en année et des musiciens prestigieux, comme Maurice André, qui donnera son nom à la salle d'honneur, servent dans ses rangs. Les prestations les plus importantes, comme l'arrivée du Tour de France sur les Champs-Élysées, lui sont confiées.
Le 1er juin 1952, le 8e régiment de transmissions est réorganisé par suppression du bataillon de Versailles et la création de trois nouveaux éléments :
un dépôt colombophile à Montoire, le 815e groupe d'exploitation de réserve générale à Versailles (caserne Limoges) et la 819e compagnie de réserve générale et d'expérimentation à Satory.
Le 1er août 1956, le 8e régiment de transmissions devient le 8e régiment d'instruction des transmissions. Les bataillons du Mont-Valérien et de Bicêtre sont transformés en bataillons d'instruction. En ce qui concerne les autres unités, seul le détachement colombophile de Montoire est conservé. Ce dernier est dissout le 31 mai 1961.
Le régiment redevient le 8e régiment de transmissions le 1er avril 1969. Il englobe les structures du groupe d'exploitation des transmissions no 800, stationné à Saint-Denis, qui est dissout à la même date et devient le régiment de transmissions de l'administration centrale. Il assure également la montée en puissance du réseau intégré des transmissions de l'armée de terre (RITTER), notamment en englobant les différents centres primaires au moment de leur création.
Depuis cette réorganisation majeure, les structures du régiment continuent d'évoluer pour s'adapter à l'évolution des technologies et des besoins du commandement. En plus de sa dimension nationale, il reçoit une mission régionale en reprenant les missions du 49e bataillon de transmissions de Pontoise dissout le 31 juillet 1994.
En février 1997, le régiment voit la montée en puissance d'une compagnie de réserve opérationnelle qui a pris véritablement corps lors de la Saint-Gabriel, en septembre de la même année, avec la création de l'unité de réserve de régiment professionnel (URRP) du 8e régiment de transmissions, devenue unité d'intervention réserve (UIR), la 10e compagnie. Fière de l’histoire de son régiment, la première section de la 10e compagnie choisit en 2009 le loup comme emblème. Cet animal tant admiré que redouté, n'est pas sans rappeler la symbolique de l'aigle du 8e, combattant dans les nuits sombres de l'occupation. Le loup, prédateur essentiellement nocturne, est le symbole de l'animalité primitive, de la peur et de la stratégie. L'humain étant en position de faiblesse lorsque le soleil se couche devient à son tour la proie potentielle du loup, dont les yeux fauves percent la nuit. Ainsi, la première section rend hommage par cet animal, vivant en meute derrière un seul et unique chef, au combat de leurs anciens. Sa devise « Dormez en paix, la S1 veille » symbolise sa volonté de protéger le pays des menaces. La couleur bleue, couleur de la 1re section, rappelle avec le jaune et noir les couleurs de l’insigne régimentaire. Cinquante insignes tissus hautes et basses visibilités sont créés par un caporal.
Dissoute le 23 juin 2011, la 10e compagnie a laissé place à un élément de protection de sécurité opérateur (EPSO) reprenant l'éventail des missions PROTERRE (missions réalisables par toute unité de l'armée de terre, indépendamment de son arme ou de sa spécialité).

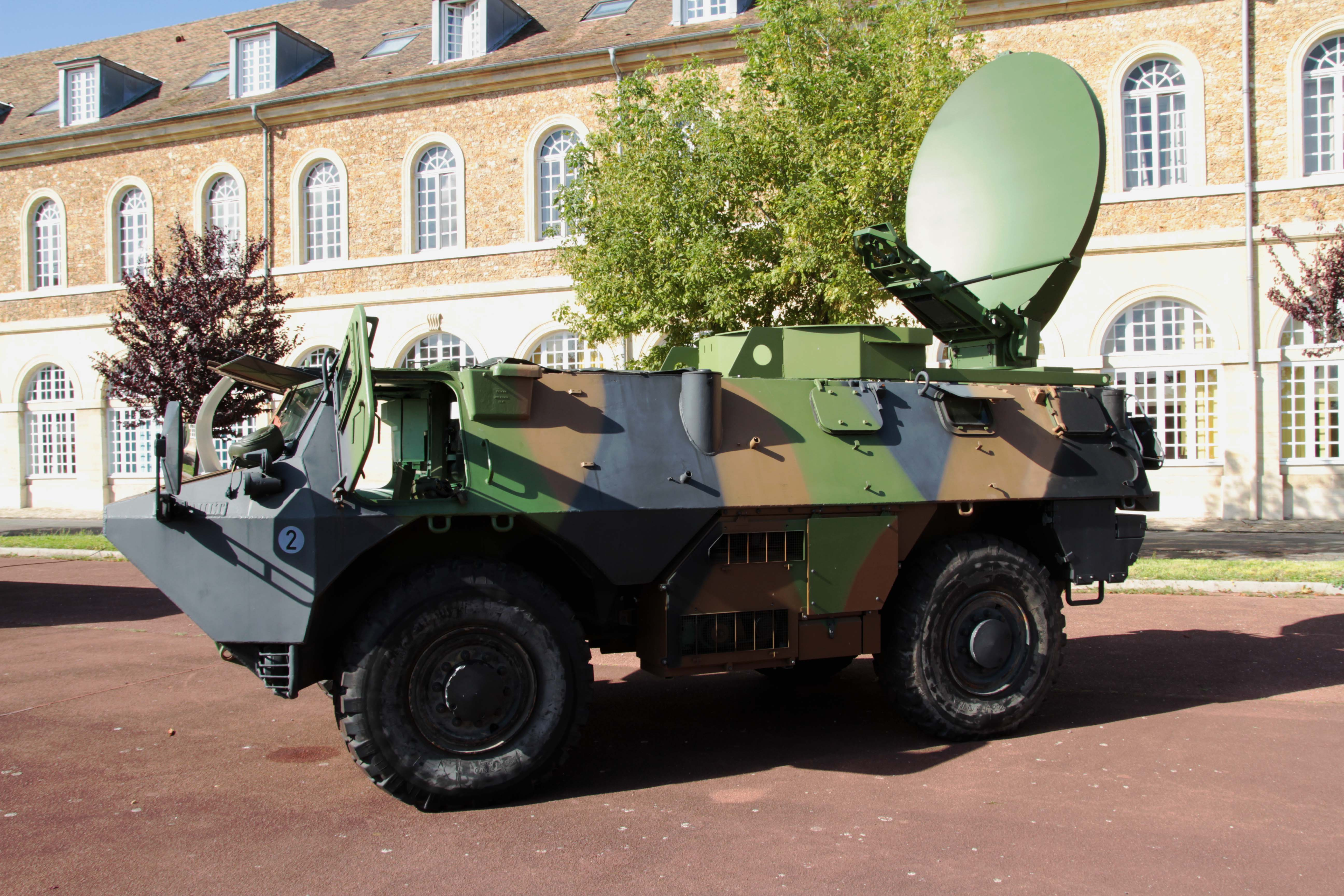
VAB ML station de télécommunications par satellite issue du programme Syracuse 3 du 8e RT en septembre 2011.

En 2004, c'est l'instruction des réservistes qui fait un grand pas en avant avec la création d'une unité spécifique, la section d'instruction des réserves (SIR). Appartenant à la compagnie de commandement et de soutien et directement subordonnée au bureau opération et instruction, la SIR a formé pendant sept ans les militaires de réserve à la formation militaire initiale du réserviste (FMIR), au certificat d'aptitude technique élémentaire (CATE), au certificat d'aptitude militaire élémentaire (CAME), à la prévention et secours civiques de niveau 1 (PSC1), au sauvetage au combat niveau 1 (SC1) et à l'instruction sur le tir de combat (ISTC). Si la SIR a principalement instruit les militaires de réserve de la 10e compagnie, ses cadres ont également formé des stagiaires du 121e régiment du train, du 526e bataillon du train mais aussi des militaires d'active. Du fait de la dissolution de la compagnie de commandement et de soutien le 23 juin 2011, la SIR a laissé place à la cellule d'instruction spécialisée (CIS). Celle-ci reprend l'essentiel des missions qui étaient dévolues à la SIR au profit de l'EPSO tout comme des militaires d'active.
Le 23 juin 2011, les compagnies sont officiellement dissoutes au cours d'une journée de cérémonie. Les fanions des compagnies rejoignent le musée du régiment, où ils sont exposés.
Le 1er août 2014, il fusionne avec la direction interarmées des réseaux d'infrastructure et des systèmes d'information (DIRISI) d'Île-de-France et devient « Direction interarmées des réseaux d'infrastructures des systèmes d'information d'Île-de-France / 8e régiment de transmissions ». 
En 2024, la DIRISI— représentée par 88 militaires de différentes unités dont le 8e RT — participe pour la première fois au défilé militaire du 14 juillet.

### Musée colombophile
Le 8e RT est chargé de l'entretien du musée colombophile militaire et possède à ce titre les derniers pigeons militaires en activité en Europe, 187 pigeons en 2021.

## Emblèmes du8erégimentde transmissions

### Insigne

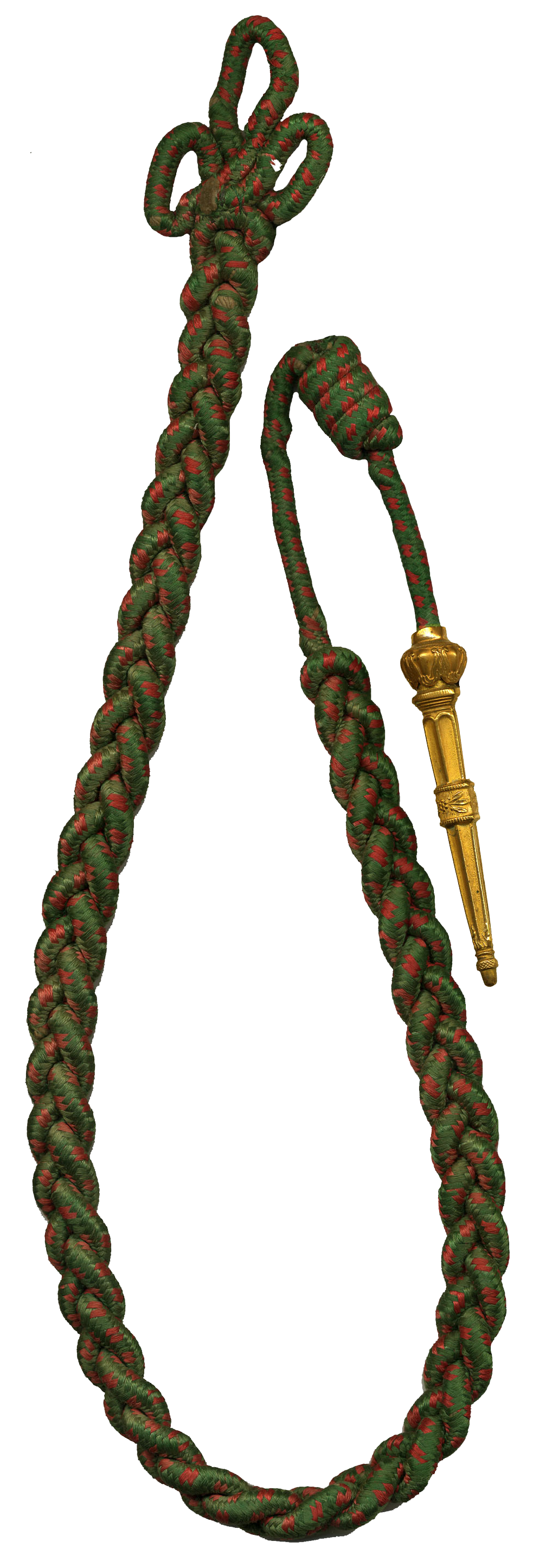
Fourragère aux couleurs de la Croix de guerre 1914-1918.

L'insigne est constitué d'un « écu de fantaisie d'azur aux flans vivrés d'or chargé d'un tau de turquin sommé du chiffre « 8 » du premier métal, broché d'un écusson de sable à un aigle crachant trois éclairs d'or ». L'aigle crachant des éclairs dans la nuit sombre de l'Occupation symbolise la résistance à l'ennemi et l'héroïsme de ceux qui, clandestinement ont continué à transmettre les messages des groupes d'action et des membres des réseaux au commandement des armées françaises en campagne fixées hors du territoire de la métropole. Le « T » bleu foncé sur bleu clair est la marque de l'arme des transmissions. Le « V » avec décrochement couleur or qui encadre le fond de l'insigne est le « V » de la victoire sous la forme d'un rayon d'étincelles dont le foyer est la base du « V ».

### Devise
« Tu es l'ancien, sois le meilleur ».
Le 8e RT est le plus ancien régiment de transmissions français. En tant que tel, il était le régiment de tradition de l'arme avant que cette fonction n'échoie à l'École des transmissions.

### Drapeau
Il porte, cousues en lettres d'or dans ses plis, les inscriptions suivantes : Maroc 1907-1913, Flandres 1915, Verdun 1916, La Somme 1916, La Malmaison 1917, Résistance 1940-1944.

### Décorations
La cravate du drapeau est décorée de la croix de guerre 1939-1945 à une étoile d'argent, avec citation à l'ordre du corps d'armée. Par une décision du 12 janvier 1919, ce détachement est autorisé à porter la fourragère aux couleurs du ruban de la croix de guerre 1914-1918. Une décision du 13 février 1978 pérennise cette décoration en autorisant la compagnie de commandement et des services (ou de logistique) du 8e régiment de transmissions à porter cette même fourragère.

## Hommages

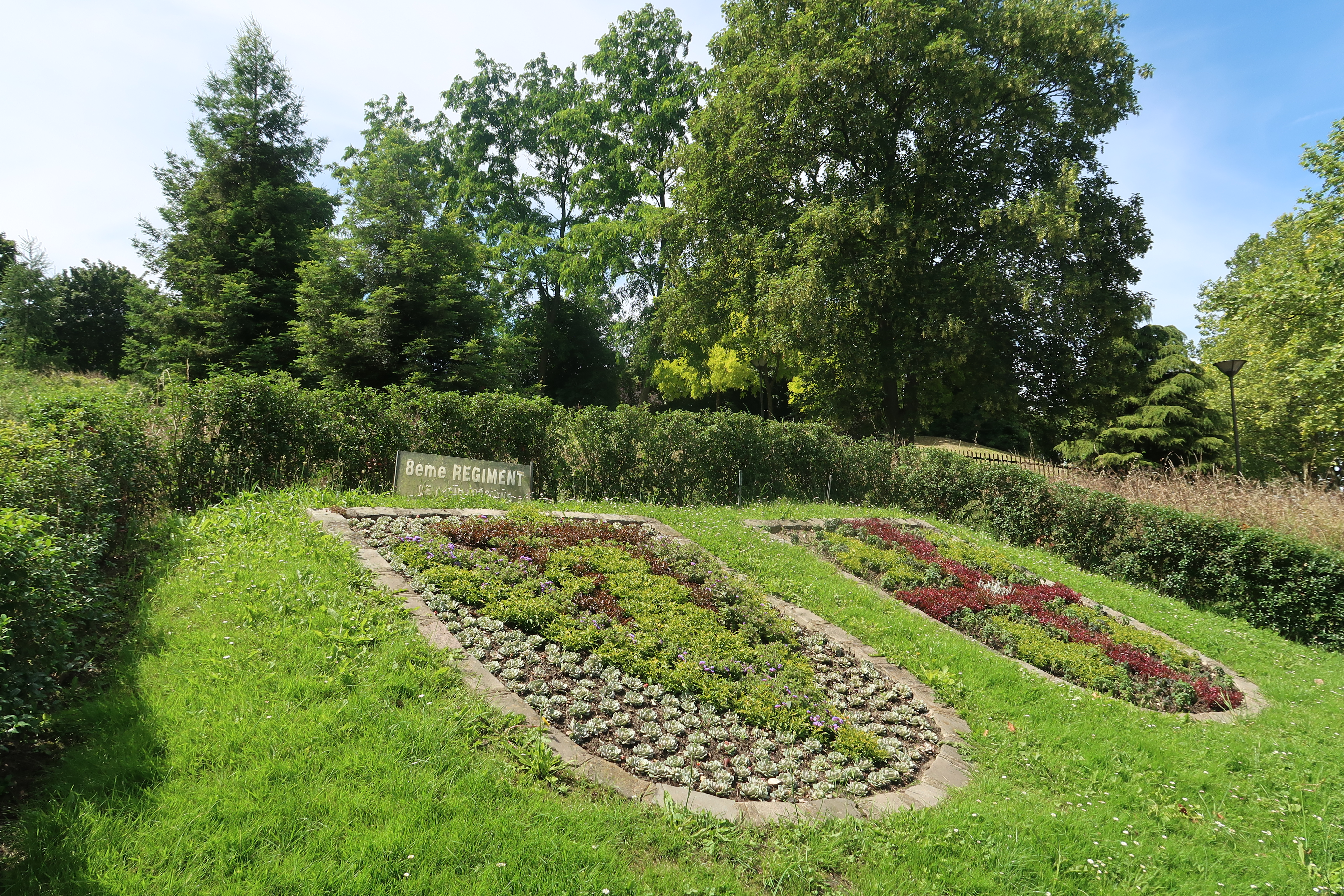
Parterre de fleurs le long du boulevard Washington à Suresnes.

Témoignage de satisfaction collectif du chef d'État-Major des armées dans le cadre de l'opération « Projet Balard » (2015)[réf. nécessaire].

## Chefs de corps

### 8erégimentdu génie
- 1913 : colonel Linder ;
- 1920 : colonel Morel ;
- 1940 : colonel Chancenotte.

### 8erégimentde transmissions
- 1942 : lieutenant-colonel Michaud ;
- 1948 : colonel Delestrée ;
- 1953 : colonel Armel Picquenard ;
- 1955 : colonel Delamalmaison ;
- 1959 : colonel El Ghozi puis colonel Stuck à partir du 1er octobre 1959 ;
- 1962 : lieutenant-colonel Piedagnel ;
- 1963 : colonel Riehl ;
- 1965 : colonel Dartis ;
- 1970 : colonel Lhen ;
- 1972 : colonel Cassou ;
- 1973 : colonel Dard ;
- 1976 : colonel Gabriel ;
- .... : colonel Gaydon ;
- 1986 : colonel Bouyer ;
- 1990 : colonel Desvignes (détachement du 8e RT à Vernon : lieutenant-colonel Desfontaines) ;
- 1992-1994 : colonel Pierre[5] ;
- 1994 : colonel Boucher ;
- 1996-1998 : colonel Varenne Paquet ;
- 1998-2000 : colonel Leroux ;
- 2000-2002 : colonel de la Poype ;
- 2002-2004 : colonel Le Du ;
- 2004-2006 : colonel Ruffier d'Épenoux ;
- 2006-2008 : colonel Bodin ;
- 2008-2010 : colonel Vesco ;
- 2010-2012 : colonel Barthélémy ;
- 2012-2014 : colonel Aubinais.

### Direction interarmées des réseaux d'infrastructure et des systèmes d'information d'Île-de-France /8erégimentde transmissions (DIRISI IDF/8eRT)
Les chefs de corps de DIRISI-IDF/8e RT sont des colonels en deuxième temps de commandement qui ont donc déjà commandé au moins un régiment (inscrit entre parenthèses).
- 2014-2016 : colonel Eyharts (6e régiment de commandement et de soutien puis 41e régiment de transmissions) ;
- 2016-2018 : colonel Duffy (1er régiment d'artillerie) ;
- 2018-2020 : colonel Bajard (25e régiment du génie de l'air) ;
- 2020-2022 : colonel Jean-Baptiste Matton[6],[7] ;
- 2022-2024 : colonel Vincent Tourny ;
- depuis le 1er juillet 2024 : colonel Arnaud Basset[8].

Directeurs régionaux de la Direction interarmées des réseaux d'infrastructure et des systèmes d'information d'Île-de-France / 8e régiment de transmissions (DIRISI IDF/8e RT) :
- 2014 : général de brigade Kerouault ;
- 2014-2015 : colonel Ruffier d'Epenoux (armée de terre) ;
- 2015-2017 : général de brigade aérienne Cexus (armée de l'air) ;
- 2017-2021 : général de brigade Thierry Lasserre (armée de terre ) ;
- depuis 2021 : colonel José Guirao (armée de l'air et de l'espace).

## Missions
Implanté principalement à la forteresse du Mont-Valérien à Suresnes et sur plusieurs sites de la région parisienne, le régiment assure 24 heures sur 24 et 7 jours sur 7 le bon fonctionnement des télécommunications et des systèmes d'information du ministère des Armées. Régiment interarmées, il supervise au niveau national les systèmes de télécommunications et d'information, participe aux systèmes de l'Organisation du traité de l'Atlantique nord (OTAN) et aux réseaux des ambassades, et raccorde les forces projetées en opérations extérieures.

## Personnalités ayant servi au sein du régiment

### 8erégiment du génie
- René Jean Hénoque, commissaire divisionnaire, chef de la BS2.
- Albert Lebon, résistant français, compagnon de la Libération.
- Léon Level, coureur cycliste, y fait son service militaire à Versailles en 1931-1932.